# Убийцы среди нас
«Убийцы среди нас» (в советском прокате «Они не скроются» нем. Die Mörder sind unter uns) — один из первых немецких послевоенных художественных фильмов. Сценаристом и режиссёром выступил Вольфганг Штаудте. Съёмки начались в марте 1946 года (за два месяца до основания «DEFA») в павильонах в Бабельсберге и на многочисленных натурных площадках в лежащем в руинах Берлине. Съёмочное оборудование было арендовано у берлинского «Совэкспортфильм». Премьера фильма состоялась 15 октября 1946 года в советском секторе оккупации Берлина в Адмиральском дворце, где в это время размещалась Берлинская государственная опера.
Изначальным названием фильма «Der Mann, den ich töten werde» (Человек, которого я убью) и Фердинанд Брюкнер должен был в финале быть убит. Название и финал пришлось поменять по просьбе советских цензоров, которые опасались, что такой сюжет поспособствует тому, что множество немцев, обнаружив в своём окружении скрывающихся нацистов, решат сами с ними расправиться вместо того, чтобы сдать властям.

## Сюжет
В 1945 году в Берлин возвращается военный хирург д-р Ханс Мертенс (Эрнст Вильгельм Борхерт). Его дом разрушен бомбардировками. Он много пережил на войне и пытается залечить душевные травмы алкоголем. Вернувшаяся в родной Берлин фотограф Сусанна Вальнер (Хильдегард Кнеф), выжившая в концентрационном лагере, обнаруживает, что в её старой квартире проживает Мертенс. Сусанна разрешает ему остаться. Вскоре у соседей по квартире складываются дружеские отношения. Однажды Мертенс встретил в Берлине своего однополчанина капитана Фердинанда Брюкнера (Арно Паульсен). В канун Рождества 1942 года Брюкнер отдал приказ о расстреле жителей польской деревни — 36 мужчин, 54 женщин и 31 ребёнка. Но после войны Фердинанд Брюкнер превратился в уважаемого гражданина и успешного предпринимателя, хозяина фабрики, где из старых стальных шлемов выпускаются кастрюли. В канун Рождества 1945 года Мертенс пытается убить Брюкнера, но о его намерениях в последний момент догадывается Сусанна Вальнер и предотвращает убийство своим появлением на фабрике. Ей удается убедить Мертенса заявить о Брюкнере властям, чтобы привлечь его к суду.

## В ролях
- Хильдегард Кнеф — Сусанна Вальнер
- Эрнст Вильгельм Борхерт — д-р Ханс Мертенс
- Арно Паульсен — Фердинанд Брюкнер
- Роберт Форш — Густав Мондшайн
- Марлиза Людвиг — Соня
- Эрнст Шталь-Нахбаур — врач

## Критика
Фильм в целом был воспринят очень положительно, хотя многие критики отметили, что он не слишком достоверно передаёт тогдашние реалии разрушенного Берлина. В частности отмечалось, что многие герои фильма (появляющиеся в одном из эпизодов «трюммерфрау» и сама вернувшаяся из концлагеря Сусанна) носят слишком ухоженную и роскошную одежду.